# زعتر

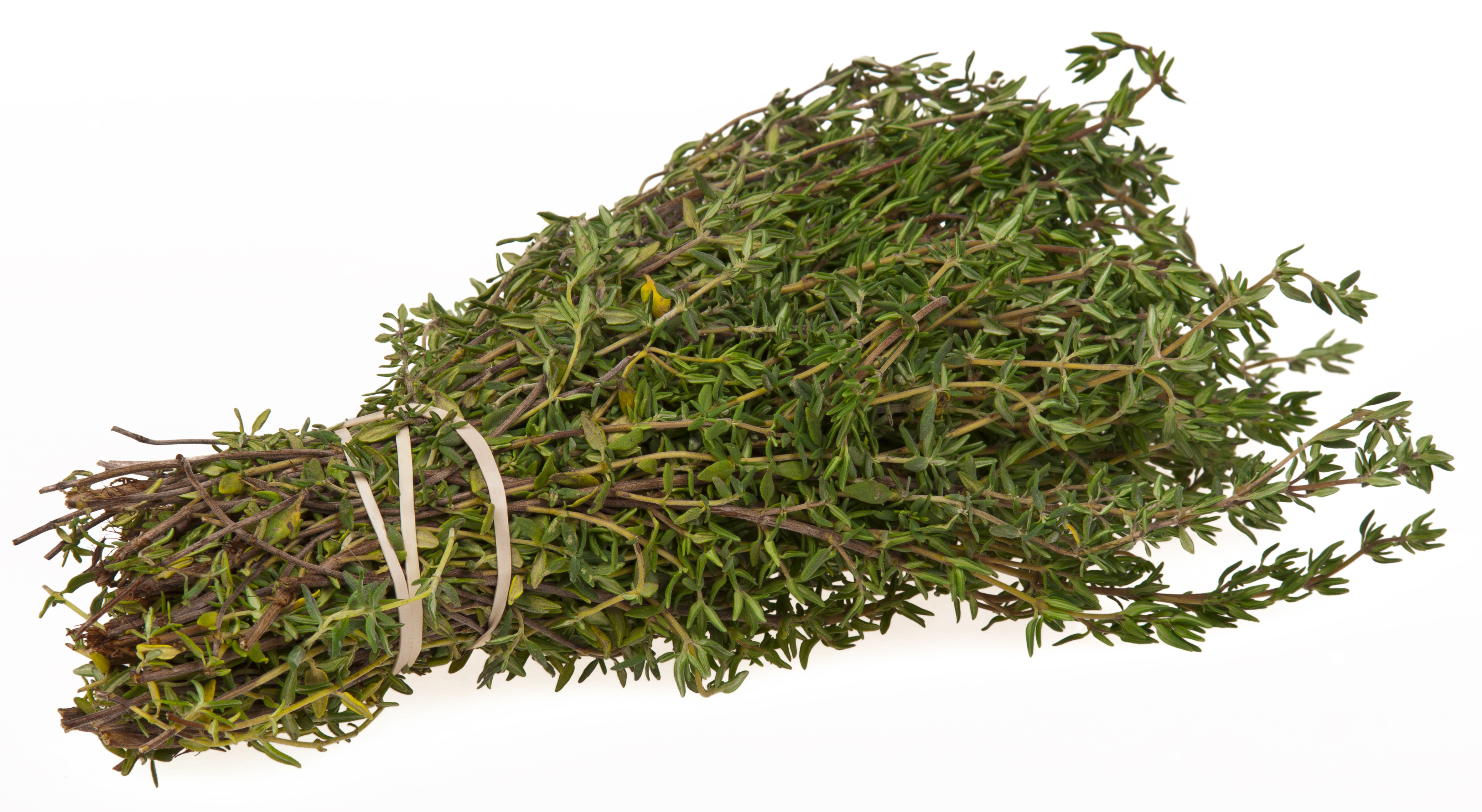
یک دسته زعتر

زعتر (به انگلیسی: Thyme) نام یک گونه از سرده آویشن است. از برگ‌های خشک شدهٔ این گیاه به عنوان طعم دهنده غذایی استفاده می‌شود. در کشورهای عربی حاشیه خلیج فارس خصوصاً کویت از ترکیب زعتر، نمک و کنجد در پخت نوعی نان استفاد می شود. 

## زعتر(نان)

### ترکیبات نان زعتر
- اویشن
- سماق
- نمک
- کنجد(تفت داده شوده)
- روغن زیتون
- آرد